# 華盛頓公園 (伊利諾伊州)
華盛頓公園（英語：Washington Park）是位於美國伊利諾伊州聖克萊爾縣的一個村落。

## 地理
華盛頓公園的座標為38°37′47″N 90°05′41″W / 38.62972°N 90.09472°W，而該地最高點為海拔高度129米（即423英尺）。

## 人口
根據2010年美國人口普查的數據，華盛頓公園的面積為6.53平方千米，當中陸地面積為6.53平方千米，而水域面積為0.00平方千米。當地共有人口4196人，而人口密度為每平方千米642人。